# كأس إيطاليا 1975–76
كأس إيطاليا 1975–76 (بالإيطالية: Coppa Italia 1975-1976)‏ هو الموسم 29 من كأس إيطاليا. أقيم خلال الفترة 27 أغسطس 1975 وحتى 29 يونيو 1976، وأشرف على تنظيمه اتحاد إيطاليا لكرة القدم، وكان عدد الأندية المشاركة فيه 36، وفاز فيه نادي نابولي.